# Sentimental Journey (Lied)
Sentimental Journey ist ein erstmals 1944 veröffentlichtes Lied, das zu den Jazzstandards gehört. Die erste Einspielung durch das Orchester von Les Brown und Doris Day wurde 1945 zu einem Nummer-1-Hit. Im Laufe der Jahrzehnte interpretierten zahlreiche Künstler unterschiedlicher Stilrichtungen das Lied.

## Entstehungsgeschichte

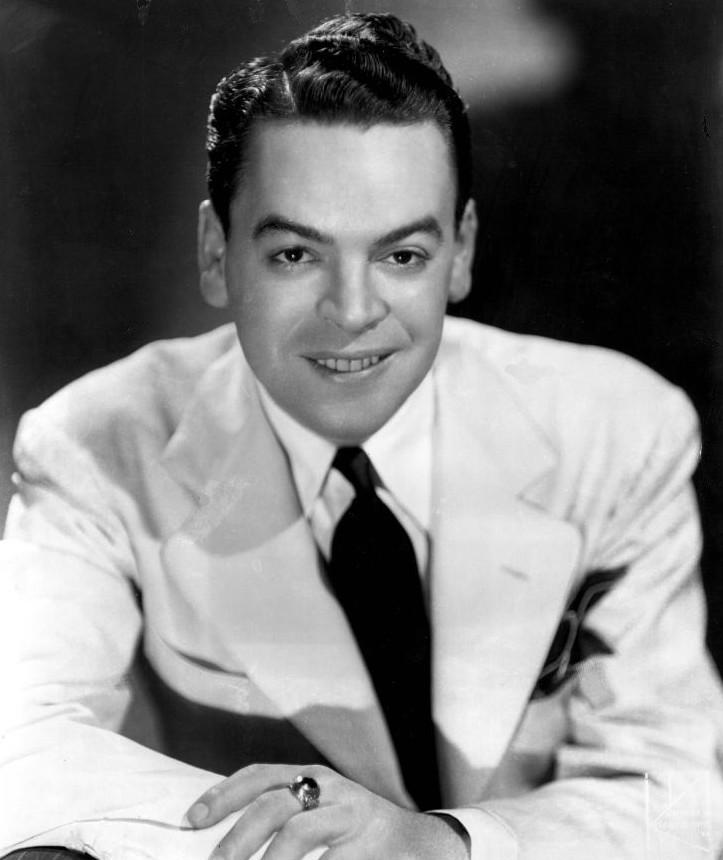
Einer der Autoren von Sentimental Journey: Les Brown

Die Musik von Sentimental Journey schrieb der amerikanische Komponist und Bandleader Les Brown zusammen mit Ben Homer. Der Text stammt von Bud Green.
Ende 1944 spielte Les Brown das Lied erstmals mit seinem Orchester ein; Sängerin war Doris Day. Die Veröffentlichung erfolgte im Januar 1945 durch Columbia Records (Nr. 36769), auf der B-Seite erschien Twilight Time.
Die erste Veröffentlichung fand in unmittelbarer zeitlicher Nähe zum Ende des Zweiten Weltkriegs statt.
Sie fiel damit in eine Zeit, in der viele amerikanische Soldaten ihre Heimreise antraten. Sentimental Journey wurde daraufhin in den Vereinigten Staaten eine inoffizielle, oft gespielte Empfangshymne für heimkehrende Soldaten. Im März 1945 erschien die Aufnahme erstmals in den amerikanischen Charts und blieb dort 23 Wochen lang. Die höchste Positionierung war Platz 1, die das Lied neun Wochen in Folge hielt. Es war der erste Chart-Erfolg für ein von Doris Day gesungenes Lied. Ein Beobachter meinte, Doris Day sei durch dieses Lied „die Stimme der Generation des Zweiten Weltkriegs“ geworden.
Mit geringer zeitlicher Verschiebung erschien eine weitere Version von den Merry-Macs, die wesentlich anders arrangiert war und weit weniger erfolgreich war als die Les-Brown-Version.
Les Brown spielte im Laufe der Jahre noch zwei weitere, jeweils unterschiedlich arrangierte Versionen von Sentimental Journey ein. 1951 entstand eine Version für Coral Records. Die Gesangspartien übernahmen hier die Ames Brothers. 1994 schließlich entstand eine Version mit Barry Manilow für dessen Album Singin' With The Big Bands.

## Inhalt des Textes
Inhaltlich geht es um die Vorbereitungen für und die Vorfreude auf eine Reise mit der Eisenbahn sowie die damit verbundenen sentimentalen Gefühle. Sie führt in die lange verlassene alte Heimat und somit in die eigene Vergangenheit. Die Fahrt soll gleichzeitig dazu dienen, alte Erinnerungen aufzufrischen.
Durch die Kombination der Motive Eisenbahn und sentimentale Vergangenheit war das Lied wie maßgeschneidert, um als Erkennungsmelodie der Fernsehreihe Eisenbahn-Romantik zu fungieren.

## Weitere Einspielungen
- Die erste europäische Einspielung des Liedes erfolgte im Oktober 1945 durch Paul Fenoulhet mit dem Skyrockets Dance Orchestra. Sänger war Cyril Shane. Die Aufnahme wurde auf dem Label His Master’s Voice veröffentlicht.

- 1947 nahm Ella Fitzgerald das Lied mit dem Orchester von Eddie Heywood für ihr Decca-Album Ella And Her Fellas auf.

- 1959 veröffentlichte der Trompeter und Bandleader Ralph Marterie eine Version von Sentimental Journey.

- 1961 veröffentlichte Juan García Esquivel eine Einspielung des Liedes auf seinem Album Infinity in Sound, Vol. 2. Eine Besonderheit dieser Aufnahme besteht darin, dass anstelle des Gesangsteils einige Strophen von einem Kunstpfeifer übernommen wurden.

- 1963 spielten die Platters eine Version von Sentimental Journey ein.

- 1966 veröffentlichte die amerikanische Band Booker T. & the M.G.’s auf dem Album And Now! eine Instrumentalversion des Liedes.

- 1970 spielte Ringo Starr Sentimental Journey ein. Das Lied wurde auf dem gleichnamigen Album, Starrs erstem Soloalbum, von Apple Records veröffentlicht.

- 1976 veröffentlichte Dave Dudley eine Version des Liedes im Country-Stil.

- 1990 spielte Little Willie Littlefield eine Rhythm-and-Blues-Version von Sentimental Journey für sein Album Sing Along With Little Willie Littlefield ein.

- 1998 sangen diesen Titel Manfred Krug und Charles Brauer in dem Tatort Arme Püppi, Erstsendung am 10. Mai 1998

- 1999 coverten die kanadischen Musiker Sarah Harmer und Jason Euringer Sentimental Journey für ihr Album Songs for Clem.

- 2009 wurde Sentimental Journey von Nellie McKay für ihr Tribute-Album Normal as Blueberry Pie – A Tribute to Doris Day veröffentlicht. McKay arrangierte das Lied für diese Aufnahme neu.

- 2013 nahm Emmy Rossum das Lied für ihr gleichnamiges Album auf.

Tom Lord listet 352 Coverversionen des Titels im Bereich des Jazz.

## Parodien
In der Nachkriegszeit gab es unter anderem in Deutschland zahlreiche Parodien, die zur Melodie von Sentimental Journey gänzlich andere Texte enthielten.
- Unter anderem wurde daraus ein Lied über das Sammeln von Zigarettenstummeln: „Stell dir vor, wir fänden eine Kippe, stell dir vor, wir fänden zwei. Stell dir vor, wir fänden eine dritte, Mensch, wär das 'ne Pafferei“[4]

- In Süddeutschland wurde der Ohrwurm mit folgendem Text unterlegt: Babba gugg, dahanna leid a Kippe, Babba gugg, se gloschded no (oder: a halbe Zigarett). Babba guck, jetzt duat sich oiner bigga, Babba gugg, jetzt ist dui Kippe weg.[5][6]

- Johnny (oder Charlie) komm, wir fressen eine Leiche[7]

- Auch: Heinrich komm, wir fressen eine Leiche, Heinrich komm in's Leichenhaus. Heinrich komm, die Leiche ist schon weiche und das Fleisch sieht schmackhaft aus.

- Unter Heimkindern gab es das Lied: Conradshöh, du Mörder meiner Jugend. Conradshöh, du Irrenhaus. Hätten wir im Monat einmal Ausgang, rückten wir so schnell nicht aus.[8] Den Text gab es auch zu anderen Heimen, etwa Birkenhof (Hannover)[9] oder Reinickendorf[10].

## Soundtrack
- In dem Zeichentrickfilm Gute Reise, Charlie Brown von 1980 wirft der weiße Hund Snoopy abends in Frankreich in einer Kneipe eine Münze in eine Jukebox, um den Song Sentimental Journey abzuspielen und dabei melancholisch mehrere Gläser Root Beer zu trinken. Sein gelber Vogel Woodstock spielt dazu Violine.